# Cyklistická trasa 5
Cyklistická trasa 5, nazývaná také Jantarová stezka (česká část), cyklistická trasa Bohumín–Mikulov, Greenway Krakov–Morava–Vídeň (Česká část), je dálková cyklistická trasa I. třídy na Moravě a Horním Slezsku. Spojuje Bohumín a Mikulov přes krajská města Ostrava, Olomouc a Brno. Vede Moravskoslezským krajem v okrese Opava, okrese Ostrava-město a okrese Nový Jičín, Olomouckým krajem v okrese Přerov, okrese Olomouc a okrese Prostějov, a Jihomoravským krajem v okrese Vyškov, okrese Blansko, okrese Brno-venkov, okrese Brno-město, okrese Břeclav a okrese Znojmo. Stezka má pokračování v Polsku a Rakousku a je součástí mezinárodní Jantarové stezky, resp. Greenway Krakov–Morava–Vídeň.

## Historie a popis
Trasa vznikla pravděpodobně v roce 2001 povětšinou na již existujících cyklostezkách a má délku 326 km a má své pokračování v Polsku a Rakousku.

### Trasa
Trasa do určité míry kopíruje starověkkou obchodní trasu Jantarová stezka vedoucí od Baltského moře ke Středozemnímu moři. Trasa: Hraniční přechod Hať–Tworków – Hať (alternativně Bohumín) – Hlučín – Ostrava – Polanka nad Odrou – Jistebník – Bartošovice – Kunín – Jeseník nad Odrou – Bělotín – Hranice – Drahotuše – Slavíč – Jezernice – Lipník nad Bečvou – Přerov – Tršice – Velká Bystřice – Olomouc – Olšany u Prostějova – Prostějov – Plumlov – vojenský újezd Březina – Vysočany – Ostrov u Macochy – Blansko – Adamov – Bílovice nad Svitavou – Brno – Blučina – Židlochovice – Pasohlávky – (alternativně Mikulov) – Hevlín – Hraniční přechod Hevlín – Laa an der Thaya.

### Geomorfologie cyklistické trasy
Stezka vede přes geomorfologické jednotky Opavská pahorkatina, Vítkovská vrchovina, Ostravská pánev, Oderská brána, Bečevská brána, Hornomoravský úval, Drahanská vrchovina a Dyjsko-svratecký úval.

## Další informace
Stezka je celoročně volně přístupná a vede převážně po zpevněných cestách a navazuje nebo se prolíná s čestnými dalšími stezkami a cyklostezkami, např. Cyklostezka Bečva, Moravská cyklostezka, Cyklistická trasa 1 aj.

## Galerie

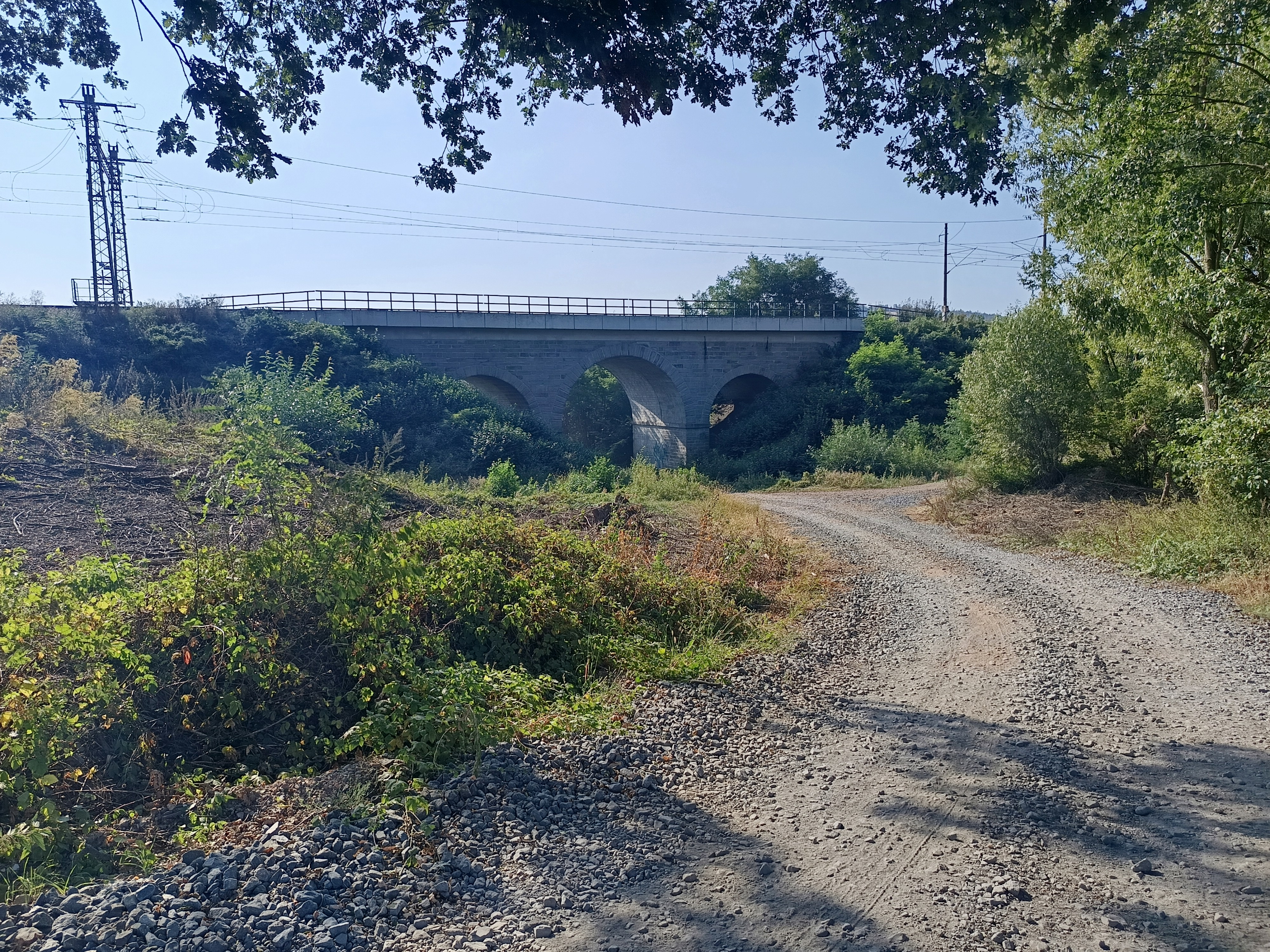
Viadukt ve Slavíči
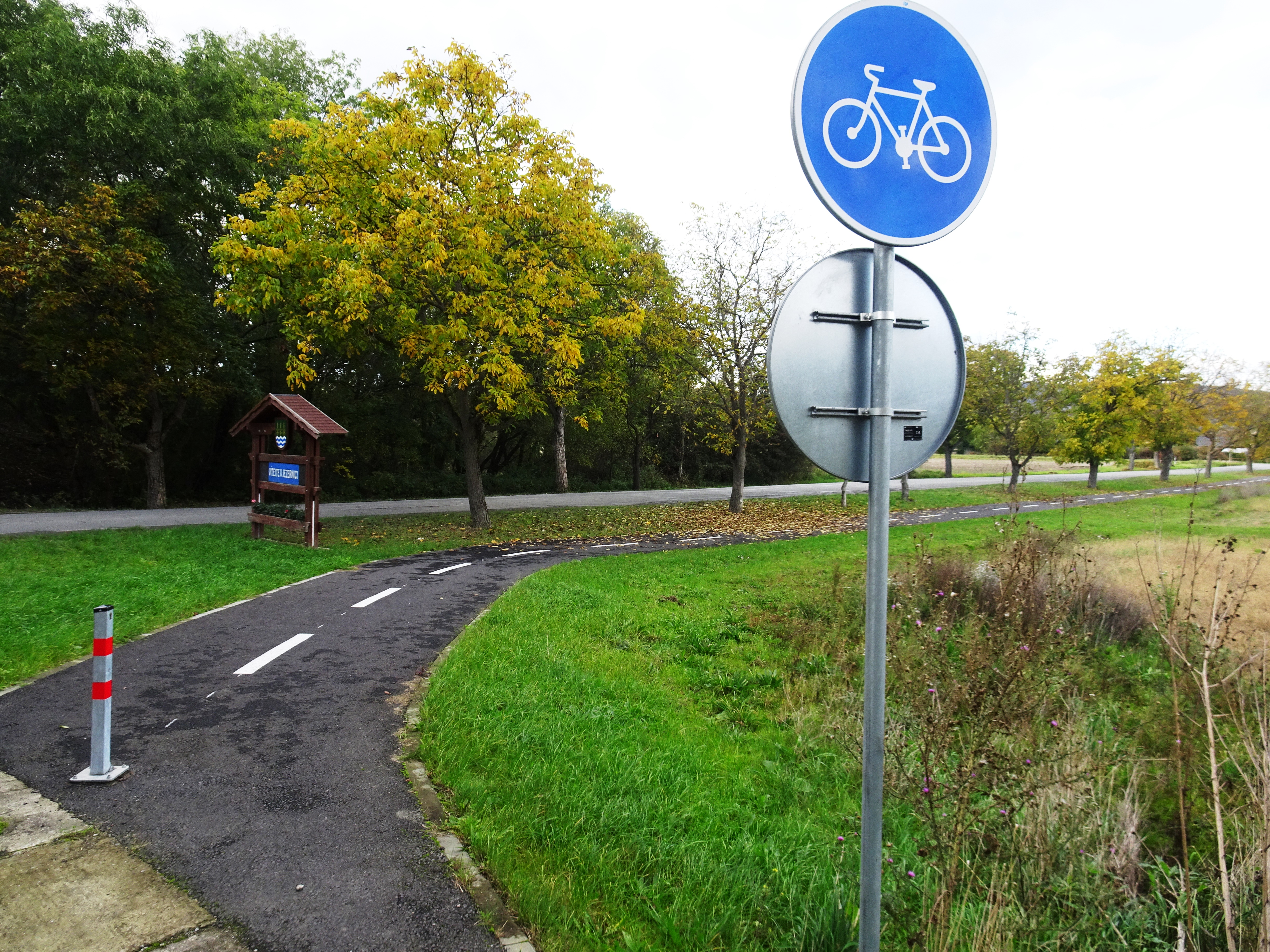
Stezka v Jezernici